# آدا بالین
آدا سارا بالین (۴ مه ۱۸۶۳ – ۱۴ مه ۱۹۰۶) نویسنده، روزنامه‌نگار، ویراستار و مدرس اهل انگلیس بود. او ویراستار و مالک مجلات کودک، زنانگی و زمان بازی بود و مقالات و کتاب‌هایی در زمینهٔ سلامت، نگهداری از کودک و اصلاح پوشش در دورهٔ ویکتوریا منتشر کرد.

## سال‌های آغازین و تحصیلات
بالین در محلهٔ بلومزبری در لندن از پدر و مادری یهودی به نام آنی (née ماس؛ ح. ۱۸۲۹–۱۸۹۱) و آیزاک بالین (ح. ۱۸۱۱–۱۸۹۷) زاده شد. پدرش در بریستول به عنوان پوستین‌دوز و بازرگان فعالیت می‌کرد و در سال ۱۸۵۹ یا ۱۸۶۰ به لندن نقل مکان کرد.
از طرف مادر، بالین خواهرزادهٔ سلیا ماس لووتوس و ماریون هارتوگ و دخترعموی نوما ادوارد هارتوگ، مارکوس هارتوگ، سِر فیلیپ هارتوگ و هلنا دارمستتر بود.
او در سال ۱۸۷۸، در نخستین سالی که کالج دانشگاهی لندن پذیرش زنان را آغاز کرد، در ۱۶ سالگی وارد این دانشگاه شد. هرچند که برای مدتی جوان‌ترین دانشجو بود، اما هنگام ورود به او اجازه داده شد در بسیاری از کلاس‌های پیشرفته شرکت کند و در یک کلاس، تنها دختر در میان ۳۰ دانشجوی مرد بود.
وی دوران تحصیلی موفقی را گذراند و جوایزی همچون جایزهٔ کلاس پیشرفتهٔ زبان عبری (۱۸۷۹)، بورسیهٔ هالیه برای زبان عبری (۱۸۸۰)، بورسیه‌های فیلدن در زبان فرانسوی و زبان آلمانی (۱۸۸۰–۱۸۸۱)، مدال نقرهٔ‌هایمان در زبان آلمانی، جایزهٔ ترکیب انگلیسی، و افتخاراتی در فلسفهٔ ذهن و منطق را دریافت کرد. او نخستین زنی بود که بورسیهٔ هالیه را دریافت کرد.
در دوران تحصیل، او همچنین به مطالعهٔ بهداشت عمومی پرداخت. از جمله استادانش جرج کروم رابرتسون، ویلیام هنری کورفیلد و سی.ام. کمبل بودند.

## حرفه

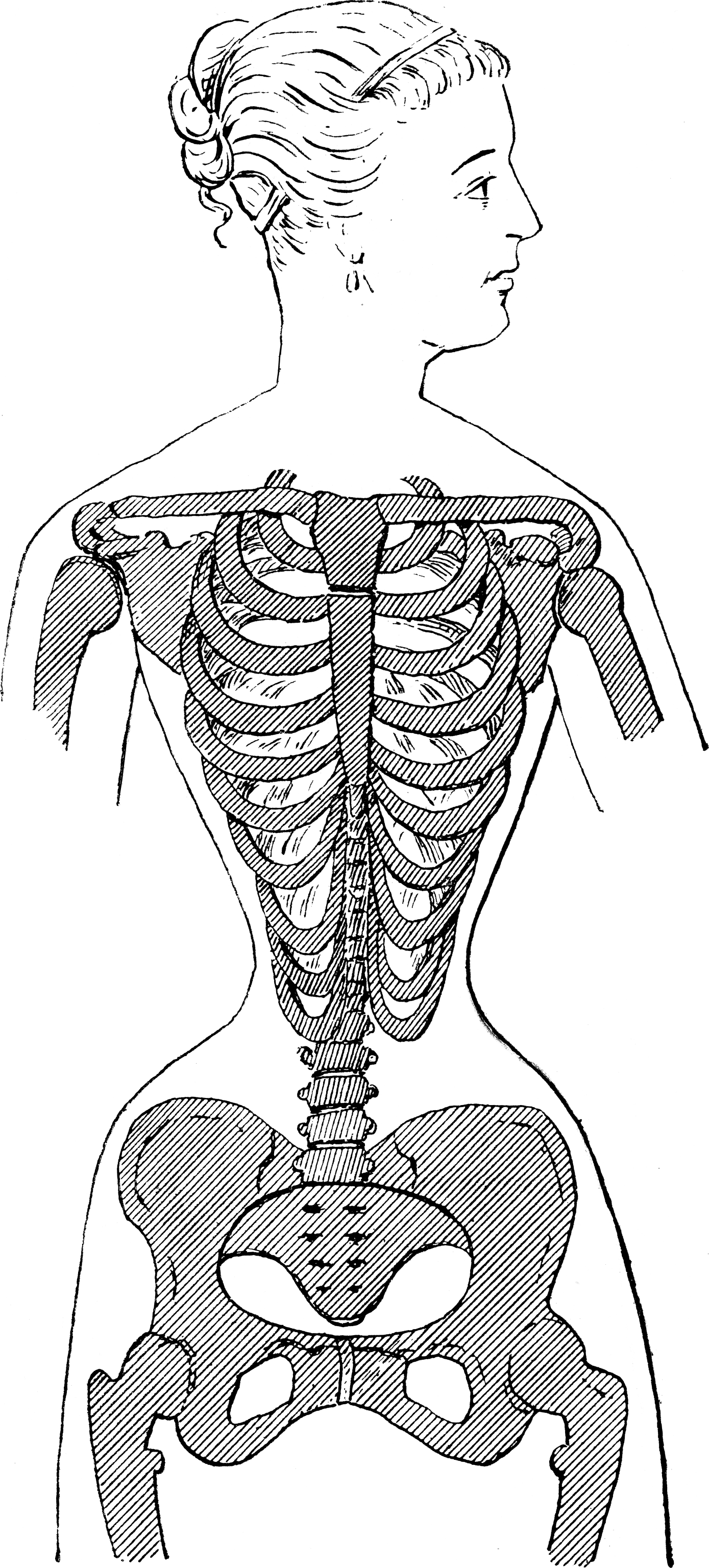
تصویری از یک اسکلت تغییرشکل‌یافته از کتاب علم پوشش

اولین اثر منتشرشدهٔ بالین، کتاب دستور زبان عبری همراه با تمرین‌هایی برگرفته از کتاب مقدس (۱۸۸۱) بود که به‌طور مشترک با برادر کوچکترش، فرانسیس لوئیس بالین، نوشته شد. نقدی در مجلهٔ خاور نزدیک‌شناسی این کتاب را از نظر اجرا و ترتیب «مدلی از زیبایی» دانست، اما تردید داشت که «دانشجوی معمولی بتواند با این دستور زبان کار رضایت‌بخشی انجام دهد»، زیرا «اصول به شکلی گیج‌کننده و ناپیوسته بیان شده‌اند».
در نوامبر ۱۸۸۳، او مقاله‌ای دربارهٔ لباس کودکان در مجلهٔ سلامت منتشر کرد. به توصیهٔ ویلیام هنری کورفیلد، بالین دعوت شد تا در نمایشگاه بین‌المللی بهداشت در ۱۴ ژوئیهٔ ۱۸۸۴ سخنرانی‌ای دربارهٔ این موضوع ارائه دهد که با استقبال گسترده روبه‌رو شد. انجمن ملی بهداشت پس از آن، بالین را به‌عنوان یکی از سخنرانان ثابت خود منصوب کرد. او مجموعه‌ای از مقالات دربارهٔ «لباس سالم» برای روزنامهٔ ملکه نوشت که بعدها بخش عمده‌ای از کتاب علم پوشش در نظریه و عمل را تشکیل داد. این کتاب در اواخر سال ۱۸۸۵ منتشر شد.
بالین در ژوئیهٔ ۱۸۸۷ جایگزین آنا کینگزفورد به‌عنوان سردبیر بخش سلامت و زیبایی در مجلهٔ تصویر بانوان شد. در دسامبر همان سال، اولین شماره از مجلهٔ ماهانهٔ مصور کودک: مجلهٔ مادران را منتشر کرد، که رویکردی علمی به فرزندپروری داشت. در طول دههٔ ۱۸۹۰، او همچنین مجموعه‌ای از جزوه‌ها را در مجموعهٔ راهنمای مادران ویرایش و منتشر کرد، از جمله چگونه فرزندانمان را تغذیه کنیم (۱۸۹۵)، حمام، ورزش و استراحت (۱۸۹۶)، آموزش ابتدایی (۱۸۹۷) و بیماری‌های کودکان (۱۸۹۸). آثار او بخشی از بازار در حال گسترش کتاب‌های راهنمای نگهداری از کودکان بود که بر خطرات بالقوه‌ای که کودکان را تهدید می‌کند، ناآگاهی والدین و نیاز آن‌ها به مشاوره و راهنمایی‌های تربیتی تأکید داشت. گرچه مخاطبان اصلی این کتاب‌ها زنان بودند، اما خوانندگان مرد نیز داشت. این موضوع در تغییر عنوان «پارلمان مادران» به «پارلمان والدین» در مجله‌اش منعکس شد. نویسندگان ثابت و مهمان در کودک اغلب به‌عنوان متخصصان حوزهٔ خود معرفی می‌شدند و بالین نیز بر موقعیت خود به‌عنوان «سخنران انجمن ملی بهداشت» تأکید می‌کرد. در مقالات این مجله، کودک خود را به‌عنوان منبعی از تخصص علمی و اقتدار معرفی می‌کرد، اما در بخش نامه‌ها و پاسخ‌های بالین به آن‌ها، برخی از خوانندگان نسبت به پزشکی‌سازی نقش مادری انتقاداتی را مطرح می‌کردند.
بالین در دسامبر ۱۸۹۸ مجلهٔ ماهانه‌ای با عنوان زن‌شناسی: مجلهٔ پیشرفت و علایق زنان، سیاسی، قانونی، اجتماعی و فکری، و فرهنگ بهداشت و زیبایی منتشر کرد که مخاطبان آن زنان تحصیل‌کرده بودند. در دسامبر ۱۹۰۰ نیز مجلهٔ زمان بازی: مجلهٔ کودکان را منتشر کرد. محتوای مجلهٔ زنانگی عمدتاً بر ادبیات، علم، سلامت، مراقبت‌های زیبایی و دستاوردهای زنان متمرکز بود.
علاوه بر این فعالیت‌ها، از ۱۸۸۳ تا زمان درگذشت ریچارد آنتونی پروکتور در ۱۸۸۸، بالین مجموعه‌ای از مقالات دربارهٔ تکامل زبان‌ها را در روزنامهٔ دانش او منتشر کرد. در دههٔ ۱۸۹۰، او همچنین به‌عنوان آرایشگر، در زمینهٔ الکترولیز برای از بین بردن موهای زائد و لکه‌های پوستی فعالیت می‌کرد.
در مصاحبه‌ای در سال ۱۸۹۰، بالین گفت که در خانه‌ای در لندن کار می‌کند. محل کار او «اتاقی زیر سقف» توصیف شده که «دور از هرگونه مزاحمت» بود. این فضا به‌عنوان «مکانی خاص، پر از کاغذ، کتاب، ابزارهای نوشتن، نامه‌های تشویقی، مکاتبات سردبیری، دست‌نوشته‌ها و انبوهی از اشیای گوناگون که پیرامون یک فرد پرمشغلهٔ ادبی جمع می‌شوند» توصیف شده است. در سال ۱۹۰۵، او به‌عنوان مشاور زیبایی در خیابان سامرست ۱۸، میدان پورتمن، لندن فعالیت داشت.

## زندگی شخصی
بالین در ۲۱ سپتامبر ۱۸۹۱ با آلفرد تامسون، یک سلیسیتر اهل لندن ازدواج کرد و سال بعد دختری به نام آنی ایزابلا به دنیا آورد. او برای مقاصد حرفه‌ای همچنان از نام خانوادگی پدری خود استفاده می‌کرد. آنها در سال ۱۸۹۷ از هم جدا شدند و بالین در ۲۵ آوریل ۱۹۰۱ با اسکار جورج دانیل بری، یک کارمند در مؤسسهٔ قایق نجات سلطنتی ملی ازدواج کرد.

## مرگ و میراث
بالین در ۱۴ مه ۱۹۰۶ پس از سقوط از پنجرهٔ طبقهٔ اول خانه‌اش در میدان پورتمن و گیر کردن در میله‌های زیر آن، درگذشت. مرگ او تصادفی اعلام شد. یک صندوق یادبود در بیمارستان گریت اورمند استریت به افتخار او توسط کمیته‌ای تأسیس شد.
او مدیریت مجلاتش را به برادرش واگذار کرد؛ زمانِ بازی و زنانگی پس از یک سال انتشار خود را متوقف کردند، اما کودک تا سال ۱۹۱۵ به‌طور ماهیانه منتشر شد.